# Chief executive officer
Chief executive officer (аббр. CEO [си-и-оу], калька с амер. англ. «главный исполнительный директор»), в брит. англ. managing director (аббр. MD [эм-ди]) — высшая управленческая должность, существующая в странах с западной экономической моделью (США, Великобритании и пр.). Используется в государственных, коммерческих и некоммерческих организациях, а также в транснациональных компаниях/корпорациях.
Ближайший аналог должности CEO в российской деловой среде — генеральный директор: CEO принимает общие ответственные решения, которые должны обеспечивать устойчивый рост компании. Фактически, для каждой конкретной организации обязанности и порядок назначения/смещения CEO определяются её внутренними положениями и правилами.
Согласно теории менеджмента, основная функция CEO — быть связующим звеном между компанией и внешней средой: владельцами компании, а также обществом, экономикой, технологией, рынками и потребителями. Таким образом, в область задач и ответственности лица, занимающего эту должность, входит обеспечение соответствия действий компании критериям и нормам всего разнообразия внешних заинтересованных лиц.

## Название
В русском языке название должности chief executive officer (принятая аббревиатура — CEO) интерпретируют по-разному, и на сегодняшний день нет устоявшегося перевода этого термина с американского английского. В некоторых словарях может указываться неверное значение должности как «Президент» (англ. President), но, в основном, для перевода употребляется калька «главный исполнительный директор». Однако дословный перевод не отражает сущности этого термина, и следует понимать, что должность CEO ближе к российскому генеральному директору, чем к исполнительному, несмотря на то, что последний более созвучен с калькированным переводом. Наиболее точные по смыслу значения должности CEO — «генеральный директор», «главный административный руководитель», «главное должностное лицо».
Не следует путать несколько устойчивых словосочетаний, грамматически связанных с составляющими название этой должности словами-терминами: executive officer — «представитель исполнительной власти»; chief executive — «глава исполнительной власти» (например, Президент США, Губернатор штата). Непосредственное значение английских слов-терминов, составляющих название должности CEO: chief — «глава/руководитель», «главный/основной»; executive — «исполнительный/административный», «ответственный», «высший», также термин иногда используется для обозначения уровня руководителей, стоящих над менеджерами (англ. managers), то есть занимающих высшее звено в администрации; officer — «должностное лицо/служащий/чиновник», иногда (например, в банках) термин используется для обозначения руководителей уровня executive и managers, в отличие от staff — обычных сотрудников.

## В корпоративной иерархии
CEO относится ко второму уровню управления в компаниях с акционерной собственностью — административному, то есть реально управляющему (к первому уровню управления относится Совет директоров, который выбирают на собрании акционеров данной компании, а также председатель совета директоров, которого избирает из своего числа совет директоров). Обычно в подчинении у CEO находятся chief operating officer (COO), chief financial officer (CFO), chief technology officer (CTO) и другие ответственные руководители компании.
Как правило, на должность CEO в компаниях с акционерной собственностью назначают по решению собрания акционеров или Совета директоров. Иногда при выборе директоров может использоваться кумулятивное голосование. Нередки случаи, когда совет директоров на должность CEO нанимает председателя совета директоров или президента компании (президент на должности CEO по рангу становится выше председателя совета директоров), а иногда все эти три должности получает один человек. Смещение с должности CEO зависит от внутренней политики и сложившихся обстоятельств в каждой конкретной компании. По мнению ряда авторов, рассматривающих структуру администрирования в американских компаниях, одной из особенностей их управления является то, что корпоративные отношения между CEO и подчинёнными ему COO, CFO, CTO и пр. несколько сложнее выработанной в России системы «начальник — подчинённый».

## Функции
«Позиция CEO уникальна с точки зрения определения задач, ценностей и критериев успеха в соответствии со спецификой бизнеса компании и потребностями текущего и будущего периодов. Он должен следить и вносить коррективы, обеспечивающие их необходимую ориентацию на внешнюю среду, обеспечивать выработку критериев и стандартов, направленных на поддержание роста и устойчивого конкурентного преимущества…»
Фактически для каждого конкретного агентства, предприятия, фирмы и пр. функции должности своего CEO определяются уставом организации (англ. articles of association, articles of incorporation) и её внутренними правилами (англ. by-laws), а также во многом зависят от структуры определённой компании. Поэтому должность CEO может обозначать как первого человека организации, так и лишь одного из её директоров, выполняющего некоторые обязанности.
Согласно характеристике влиятельного теоретика менеджмента XX века П. Ф. Друкера, должность CEO является связующим звеном между внутренней средой — своей организацией, и внешней средой — обществом, экономикой, технологией, рынками и потребителями; при этом «внутри есть только затраты, а результаты есть только вовне». По мнению руководителя «Procter & Gamble» А. Д. Лафли, нередко CEO воспринимается как наставник и помощник в решении проблем по мере их возникновения в организации, но, в действительности, у него есть другие уникальные задачи, в специфике которых А. Д. Лафли согласен со взглядами П. Ф. Друкера.
В 2009 году в журнале «Harvard Business Review» А. Д. Лафли посвятил статью функциям CEO, где он охарактеризовал это должностное лицо, как единственное, в полной мере ощущающее влияние внешнего мира на компанию и обеспечивающее адекватную реакцию своей организации в виде устойчивых продаж и прибыли. Согласно автору, другие руководители высшего звена имеют более узкий горизонт видения и отвечают, в основном, лишь за одно направление. CEO лучше других способен видеть возможности, вырабатывать суждения и твёрдые указания, он один несёт ответственность за результаты действий компании и за их соответствие критериям и нормам всего разнообразия внешних стейкхолдеров. Общие ответственные решения, которые принимает CEO, должны быть ориентированы вовне, а направленность CEO вовнутрь компании, наоборот — вредит росту. А. Д. Лафли считает, что в конкретной практике роль CEO, как связующего звена, разделяется на следующие задачи, выполнение которых должно занимать большую часть его рабочего времени:
1. Определение и интерпретация значимости внешней среды. Эта задача заключается в определении какой элемент внешнего окружения компании, какая именно группа стейкхолдеров имеет наибольшее значение; а также в чём для компании заключаются наиболее важные результаты её деятельности. Только CEO может решить эту задачу, так как взгляд других высших руководителей зависит от их позиции в организации[~ 3][13].
2. Определение бизнеса компании. CEO должен проводить постоянный анализ и искать ответ на двойной вопрос: каким бизнесом занимается компания и каким не занимается. То есть на каком «поле» следует играть, чтобы выигрывать, а куда и вовсе не следует вторгаться. Для этого нужен широкий взгляд, охватывающий всю компанию, которым обладает только лицо на должности CEO[~ 4][13].
3. Нахождение баланса между настоящим (текущей доходностью) и будущим (необходимыми инвестициями). Достижение такого равновесия для CEO состоит из трех шагов: первый — определение реалистичных целей роста на краткосрочный период, что служит основой для выработки достоверных планов на более длительное планирование; второй — выработка гибкого процесса бюджетирования; третий — стратегическое распределение человеческих ресурсов, решающих сегодняшние и завтрашние задачи. Последний шаг является ключевой задачей CEO, так как он в большей степени владеет знанием о будущем развитии бизнеса[~ 5][14].
4. Выработка организационных ценностей и стандартов. Ценности определяют лицо компании и её поведение, стандарты связаны с ожиданиями, они означают критерии успеха, оцениваемые с точки зрения внешней среды. CEO в процессе определения ценностей и стандартов компании должен понимать, насколько его компания успешна с точки зрения тех, кто имеет для компании большую ценность, и насколько она успешна по сравнению с лучшими показателями на рынке[~ 6][15].

## Владение долей собственности
В корпоративном праве англосаксонской правовой системы существует такое понятие, как личная заинтересованность директора (англ. director's interest). Возникает она в случае, когда руководители компании (в том числе это может быть и CEO) владеют акциями, облигациями и пр. своей организации. При совершении сделок с этими ценными бумагами руководство обладает большей информацией, чем рядовые акционеры, и может использовать некоторые сведения в личных неблаговидных целях. Поэтому несмотря на то, что владение акциями компании среди руководства обычно поощряется, любые их личные операции находятся под строгим контролем.
С 1934 года в США существует «Закон о торговле ценными бумагами» (англ. Securities Exchange Act of 1934), имеющий целью улучшить степень информированности инвесторов и усилить борьбу со злоупотреблениями. Помимо прочего, он требует регулярного предоставления сведений о сделках директоров компаний. Также все владельцы более 10 % акций какой-либо компании и все директора, владеющие её ценными бумагами, обязаны предоставлять учётную форму 3 (англ. form 3) в Комиссию по ценным бумагам и биржевой деятельности (англ. Securities and Exchange Commission) и на соответствующие биржи.

## Профессиональная ассоциация и пресса
В 1977 году в США была основана профессиональная Национальная ассоциация директоров корпораций. На 2015 год она объединяла около 17 000 председателей правлений, директоров, а также других руководящих сотрудников и юристов. Организация собирает и распространяет информацию, касающуюся деятельности деловых кругов, проводит семинары, ежемесячно публикует два издания: «Корпорэт директорс спешл рипорт сириес» (англ. Corporate Directors' Special Report Series) и «Директорс мансли» (англ. Directors Monthly).